# Ludewig August Brüel
Ludewig August Brüel (* 1773 im Harz; † 31. Dezember 1838) war ein Königlich Hannoverscher Münzmeister.

## Leben
Ludewig August Brüel kam von der Münze in Braunschweig und war seit 1817 für die Münze in Hannover als Münzkommissar und Münzwardein tätig. Er war von 1818 bis 1838 in Nachfolge von Christian Heinrich Haase dort als Münzmeister tätig. Sein Münzmeisterzeichen war von 1818 bis 1820 L.B. oder L.A.B., von 1820 bis 1830 L.B. oder B., von 1830 bis 1838 B.
Er veröffentlichte 1831 in zweiter Auflage seine Schrift Materialien für die zu erwartende Reform des teutschen Münzwesens, da er die späteren Währungsreformen der nach Vereinigung strebenden deutschen Teilstaaten voraussah.
Ludewig August Brüel war verheiratet mit Auguste Elisabeth Heusinger (1790–1848), ihr Sohn war der spätere Politiker Ludwig August Brüel (1818–1896).
Nachdem Brüel gestorben war, wurde Carl Schlüter am 8. Januar 1839 zu seinem Nachfolger ernannt, gefolgt 1844 von Theodor Wilhelm Brüel.

## Schriften
- Materialien für die zu erwartende Reform des teutschen Münzwesens. Zweite verbesserte Auflage, Hahnsche Hofbuchhandlung, Hannover 1831 (Digitalisat).